# Trouble the Water
Trouble the Water ist der Titel eines im Jahre 2008 veröffentlichten Dokumentarfilms. Produziert wurde er von Tia Lessin und Carl Deal, die auch schon bei Fahrenheit 9/11 als Produzenten mitwirkten.
Der Film zeigt das Schicksal Kimberly Rivers Roberts’ und ihrem Ehemann Scott während des Hurrikan Katrinas im August 2005.
Eingeschlossen in ihrem Haus in New Orleans halten sie die Ausmaße des Sturmes und der Fluten mit einer Handkamera fest, kommentieren dies und äußern ihre Gedanken.

## Kritiken
Der Film erhielt zahlreiche, durchweg positive Kritiken namhafter Rezensenten.

„Superb... One of the best American documentaries in recent memory.“

„Indelible... will pin you to your seat.“

„Endlessly moving, artlessly magnificent.“

## Auszeichnungen
Trouble the Water wurde 2009 als Beste Dokumentation für den Oscar nominiert. Außerdem gewann der Film 2008 auf dem Sundance Film Festival den Großen Preis der Jury, erhielt den Working Films Award auf dem Full Frame Documentary Festival, den Kathleen Bryan Edwards Award for Human Rights und den Sonderpreis auf dem AFI/Silverdoc Festival (alle 2008).
Der Film gewann außerdem 2009 den Gotham Award als Beste Dokumentation, sowie den Council on Foundation’s Henry Hampton Award (2008). Darüber hinaus wurde Trouble the Water für den NAACP Image-Preis für herausragende Dokumentationen und für den Producers Guild of America-Preis nominiert (beide 2009).